# К.са бен Б.лджан
К.са бен Б.лджан — царь Хазарского каганата, указанный в хронике «Истории Ширвана и Ал-Баба» при описании событий 901 года.
О К.са, сыне Б.лджана ал-Хазари, сообщается в хронике «Истории Ширвана и Ал-Баба». В этом источнике указывается, что в раджабе 288 г.х. (август 901 года) хазары под предводительством своего царя К.са б. Б.лджан ал-Хазари напали на Баб ал-абваб. Выступивший против них со своими гази Мухаммад б. Хашим нанёс хазарам поражение. Как отмечено в сборнике «Дагестан в эпоху Великого переселения народов (этногенетические исследования)», только в этом месте в хронике упоминается о самостоятельной военной кампании хазар в Прикаспийском Дагестане и их царе. Причиной послужил ранее осуществлённый захват Мухаммадом части территории Шандана (население которого не исповедовало ислам и враждовало с мусульманами). По замечанию А. П. Новосельцева, прокомментировавшего этот поход хазар со ссылкой на В. Ф. Минорского, очевидно, что их цари, подобно русским князьям XI—XII веков, помимо еврейских имен носили и языческие. П. Голден отметил, что К.са бен Б.лджан ал-Хазари не упоминается в списке царя Иосифа иудейских тронных имён хазарских правителей.